# اف‌بی‌تی
اف‌بی‌تی (انگلیسی: FBT) شرکت تجهیزات ورزشی و پوشاک تایلندی است، که در سال ۱۹۵۲ توسط کمول چوکفایبولکیت تأسیس شد.